# Wólka Tarłowska
Wólka Tarłowska – wieś w Polsce położona w województwie świętokrzyskim, w powiecie opatowskim, w gminie Tarłów.
| SIMC    | Nazwa   | Rodzaj    |
| ------- | ------- | --------- |
| 0808653 | Ścięgna | część wsi |

Poza Ścięgna, drugim przysiółkiem Wólki Tarłowskiej był Kochanów, obecnie zlikwidowany.
W latach 1975–1998 miejscowość administracyjnie należała do województwa tarnobrzeskiego.
Przez miejscowość przebiega nr 79 z Warszawy do Sandomierza.
Wierni kościoła rzymskokatolickiego należą do parafii Świętej Trójcy w Tarłowie.
Na wsi jest również boisko Klubu Sportowego Tarłów.